# Louis-Étienne Herhan
Louis-François Herhan (1768-1854) est un typographe, éditeur et imprimeur français.

## Biographie
Sous la Révolution française, Herhan travaille avec Jean-Michel Hoffmann (?-1830) et la famille Didot à la confection des assignats ; il invente en 1800 un procédé de stéréotypage avec matrices de cuivre creuses, qui rivalise quelque temps avec celui de Firmin Didot et qui produit un nombre considérable de volumes in-18, in-12 et in-8, sortis tant des ateliers de Herhan lui-même que de l'imprimerie Mame ; mais il fut assez tôt abandonné à cause de son prix élevé.
Entre 1803 et 1809, il est l'éditeur-imprimeur du Musée français, quatre tomes formant recueil d'estampes, sous la direction de Robillard-Péronville et du graveur Pierre-François Laurent.
Il meurt à Paris, à l'hospice des Ménages, dans un certain dénuement.